# Microrregión de Frederico Westphalen
La microrregión de Frederico Westphalen es una de las microrregiones del estado brasilero de Rio Grande do Sul perteneciente a la mesorregión Noroeste Rio-Grandense. Su población fue estimada en 2005 por el IBGE en 175.391 habitantes y está dividida en 27 municipios. Posee un área total de 5.182,529 km².

## Municipios
- Alpestre
- Ametista do Sul
- Caiçara
- Constantina
- Cristal do Sul
- Dois Irmãos das Missões
- Engenho Velho
- Erval Seco
- Frederico Westphalen
- Gramado dos Loureiros
- Iraí
- Liberato Salzano
- Nonoai
- Novo Tiradentes
- Novo Xingu
- Palmitinho
- Pinheirinho do Vale
- Planalto
- Rio dos Índios
- Rodeio Bonito
- Rondinha
- Seberi
- Taquaruçu do Sul
- Três Palmeiras
- Trindade do Sul
- Vicente Dutra
- Vista Alegre

- Datos: Q2565558